# 松原の石取祭
松原の石取祭（まつばらのいしとりまつり）は、三重県四日市市北部の富洲原地区の3地区（富田一色地区・天ヶ須賀地区・松原地区）の1つの松原地区に行われる祭り。富田一色地区の祭礼は＜富田一色けんか祭＞であり、天ヶ須賀地区の祭礼は＜天ヶ須賀の石取祭＞であり、松原地区の祭礼である松原の石取祭の正式名称は＜聖武天皇社大祭＞である。 鉦と太鼓の石取祭車の祭りである。松原石取祭（まつばらいしどりまつり）とも云う。

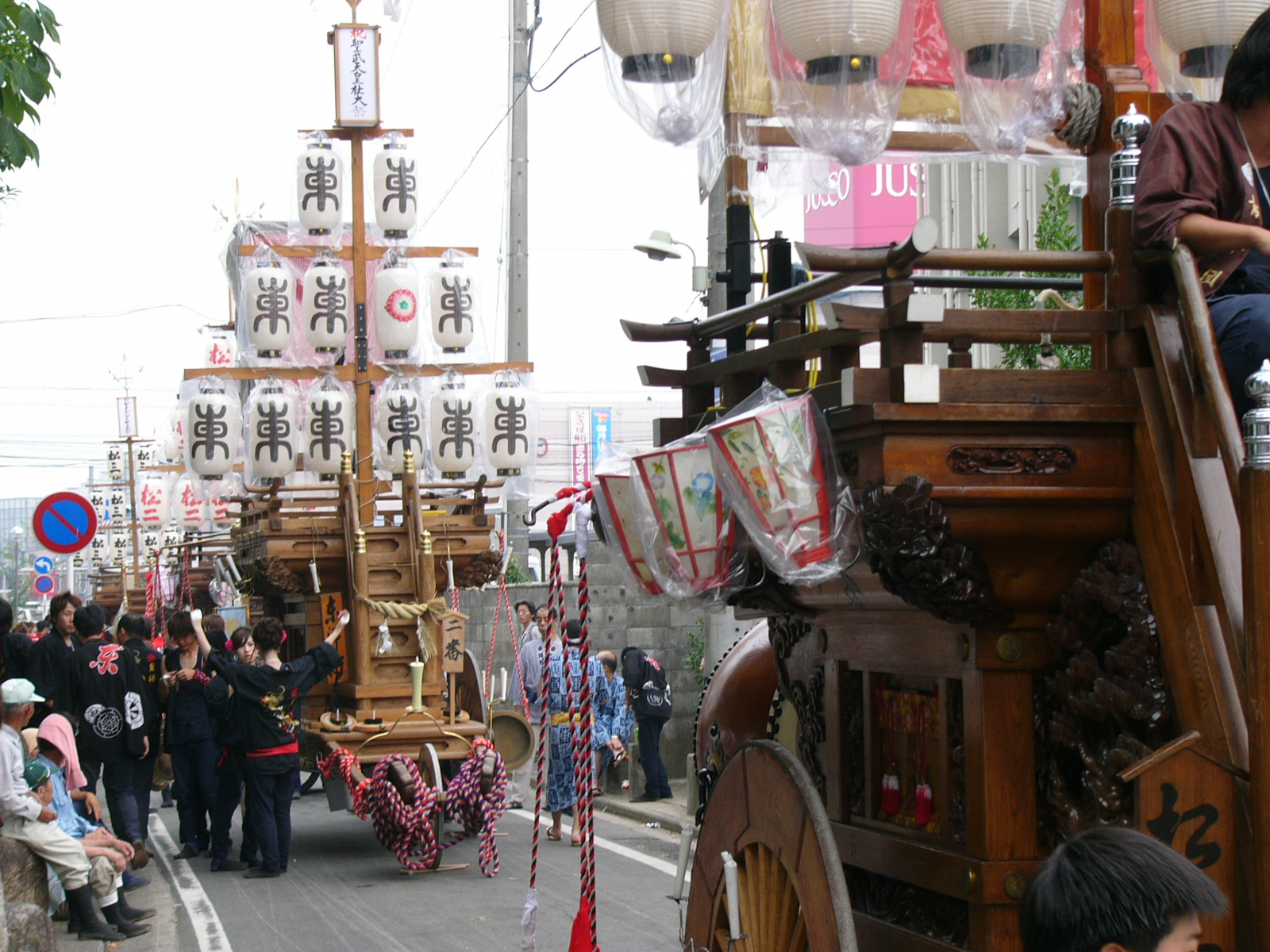
聖武天皇社前にて

## 概要
1. ＜松一＞
2. ＜松二＞
3. ＜松三＞
4. ＜東洋町＞
5. ＜西元町＞
6. ＜西平町＞

- 松原地区の合計6台の祭車により、毎年7月16日前後の金曜日（前夜祭）・土曜日（町練り）・日曜日（本練り）に行われている。

## 歴史
- 奈良時代に聖武天皇が伊勢国に行幸した際に朝明郡の松原村に立ち寄り、聖武天皇の逸話から鎌倉時代に聖武天皇社が鎮座した。明治時代までは大木と大木の間に太鼓を吊り下げていて、木の枝には鉦をつるした祭りであった。
- 大正時代から昭和時代初期より松原町及び緑町が小型祭車により、石取祭をはじめる。
- 昭和20年代に東洋紡績富田工場が国道1号線（旧東海道）道路の閉鎖に対する補償で資金援助を行い西元町自治会・緑町自治会が桑名式の祭車を新造した。
- 1993年（平成5年度）からは、皇太子徳仁親王と雅子妃の成婚記念の祝いで土曜日（朝・夕の2度の時間帯）と日曜日の二日間の開催から、金曜日と土曜日と日曜日の三日間の開催になる。令和時代が始まった令和元年（2019年の徳仁親王即位日）の5月1日に改元祝賀の石取祭りが開催された。令和2年度の松原石取祭は新型コロナウイルスの影響で中止が決定して、2020年は神社の神事だけが実施される事となった。

## 松一
- 松原の本村である。古い時代は尾形が乗せられた小型祭車により祭礼が行われていた。昭和初期に現在の祭車を新造している。昭和初期に大佐が一重台輪亀腹型の祭車を制作した。彫師は昭和20年代に追加した。彫師は小川光久である。天幕は「夫婦虎」。本松町自治会・東八風町自治会・西八風町自治会・東松武町自治会・西松武町自治会で構成している。囃子は、松一のみ五つ拍子ではなく七つ拍子を囃している。祭車の提燈は表に「松」の文字が裏は「十六裏菊門」の文字が記されている。祭車は、松原地区5台の中では最小の祭車である。破魔は旧小型祭車のものである。図柄は竜虎の絵柄。亀腹には蝙蝠の絵柄が描かれている。天幕提灯は7個に配分されている。山形十二張は松一だけが上から数えて三段目と六張下が非常に広く高い形となっている。

## 松二
- 千歳町・錦町・新栄町によって1949年（昭和24年）に祭車を新造して、松二として連合を組み祭礼に参加した。千歳町自治会（千才町）・錦町自治会・新栄町自治会・サニーハイツマンション自治会・松ヶ枝町の5つの自治会で構成している。囃子は、五つ拍子を囃している。祭車の提燈は表に赤字で「松二」、裏は「十六裏菊門」。大工は森實で白木造りである。彫師は森晴鶴。天幕は「笹に真向き虎」。彫刻の三角には「楠木正成が桜井の駅にいた風景」「児島高徳の桜木詠歌」が刻まれて、持送りには「唐獅子」などが刻まれている。 天幕にある提灯の文字は表裏とも山形十二張と同じものがで9つ配備されている。松原地区では上から2段目の4張りの柱から左右のどちらか一方の提灯は、前後が逆に取り付けられる風習がある。石取祭車を後ろ見て祭車の各町の判別が容易にするためである。[1]

## 松三
- 緑町として、尾形が乗せられ小型の祭車として祭礼が行われていた。屋形には幕が張られて、緑町町内に鎮座する一王稲荷神社由来の稲荷に起因する「稲荷抱き稲荷紋」が染められて文字が抜かれていた。屋形には提灯も吊されていた。御所型提灯にて「緑町」の文字があり、それと彩色にて「十六裏菊紋」と「右回り一つ稲の丸紋」の文字が記されていた。昭和20年代後半に緑町として現在の祭車を新造した。伊勢湾台風の頃、平町自治会を編入して松三に改組した。その後、平町は1974年（昭和49年）に東半分の東平町自治会と西半分の平西町自治会→（その後の西平町自治会に改称した）に分裂して、西平町（東洋町祭車に加盟した後に西平町自治会単独に子ども祭車を保有した）は松三を離脱した。東平町のみが、祭礼に参加している。囃子は、五つ拍子を囃している。祭車の提燈（山形十二張）は表側に「松三」の文字が、裏側には彩色で「十六裏菊門」の文字が記されている。大工は大佐であり、白木造りである。彫刻を担当した彫師は小川光久である。小川光久の作品であり三角形には、「養老乃瀧」・「獅子の谷落とし」が刻まれている。持送りは左右1対になっていて「風神雷神」の神々が刻まれている。天幕は「雲龍」で天幕提灯には、「満津三」という文字が記されており、10個に配分されている。[2]

## 東洋町
- 昭和20年代に東洋町として現在の祭車を新造した。囃子は、五つ拍子を囃している。祭車の提燈は表に「東」、裏は「十六裏菊門」。かつては西平町が加盟していて、東洋町の石取祭りに参加していた。

## 西元町
- 昭和20年代の後半に西元町として現在の祭車を新造した。かつては宮町が加盟していて、西元町の石取祭に参加していた。現在は茶の水町が加盟していて、西元町の石取祭に参加している。囃子は、五つ拍子を囃している。祭車の提燈は表に「西元」、裏は「十六裏菊門」。

## 構成
松一
1. 本松町自治会
2. 東松武町自治会
3. 西松武町自治会
4. 東八風町自治会
5. 西八風町自治会

松二
1. 千歳町（千才町自治会）
2. 錦町自治会
3. 新栄町自治会
4. サニーハイツマンション自治会
5. 松ヶ枝町自治会

松三
1. 緑町自治会
2. 東平町自治会

東洋町
1. 東洋町

西元町
1. 西元町自治会
2. 茶ノ水町自治会（加盟自治会）

子ども祭車
1. 西平町自治会

過去に保有していた町
緑町
- 現在は東平町を併合する形式で、「松三」に改組している。
- 員弁郡（いなべ市）地区に祭車を売却した模様。

宮町
- 東洋紡績富田工場の社宅で宮町自治会が構成されていた。昭和20年代の後半に東洋紡績富田工場の社宅の私有地であった宮町自治会が新造した。東洋紡績富田工場の規模と社宅の縮小で人員が減少して東洋紡績は保有していた祭車を売却して、天ヶ須賀地区（天ヵ須賀第1組。通称天一）に祭車を売却する。西元町祭車に加盟して統合された後に東洋紡績富田工場が閉鎖されて宮町自治会が廃止された。

## 青年団
- 高校生からの男性、女性からなる青年団が執り行う。

## 補足
- 松原町の松原公園で夜店も出店する。過去にのど自慢大会・東洋町には夜店が出店された。
- 松原地区連合自治会が開催する。
- 御払い→祭事長による提灯の合図→叩きだし→町練り→本祭の順番である。[3]